# İstanbul Futbol Ligi 1946/47
Die İstanbul Futbol Ligi 1946/47 war die 33. ausgetragene Saison der İstanbul Futbol Ligi. Meister wurde zum zehnten Mal Fenerbahçe Istanbul.

## Abschlusstabelle
Punktesystem
Sieg: zwei Punkte; Unentschieden: ein Punkt; Niederlage: kein Punkt
| Pl. | Verein               | Sp. | S  | U | N  | Tore    | Diff. | Punkte |
| --- | -------------------- | --- | -- | - | -- | ------- | ----- | ------ |
| 1.  | Fenerbahçe Istanbul  | 14  | 9  | 3 | 2  | 033:140 | +19   | 33     |
| 2.  | Vefa Istanbul        | 14  | 10 | 1 | 3  | 036:100 | +26   | 35     |
| 3.  | Beşiktaş Istanbul    | 14  | 9  | 2 | 3  | 038:140 | +24   | 34     |
| 4.  | Galatasaray Istanbul | 14  | 5  | 6 | 3  | 023:220 | +1    | 30     |
| 5.  | Süleymaniye          | 14  | 5  | 5 | 4  | 025:260 | −1    | 29     |
| 6.  | Beykozspor           | 14  | 3  | 4 | 7  | 013:220 | −9    | 24     |
| 7.  | Kasımpaşa Istanbul   | 14  | 1  | 5 | 8  | 022:330 | −11   | 20     |
| 8.  | Beyoğluspor          | 14  | 0  | 2 | 12 | 012:530 | −41   | 14     |

## Kreuztabelle
Die Kreuztabelle stellt die Ergebnisse aller Spiele dieser Saison dar. Die Heimmannschaft ist in der linken Spalte, die Gastmannschaft in der oberen Zeile aufgelistet.
| 1946/47              | Fenerbahçe Istanbul | Vefa Istanbul | Beşiktaş Istanbul | Galatasaray Istanbul | SUM | Beykozspor | Kasımpaşa Istanbul | Beyoğluspor |
| -------------------- | ------------------- | ------------- | ----------------- | -------------------- | --- | ---------- | ------------------ | ----------- |
| Fenerbahçe Istanbul  |                     | 1:0           | 4:3               | 2:2                  | 2:1 | 3:0        | 5:0                | 5:0         |
| Vefa Istanbul        | 3:2                 |               | 0:1               | 4:2                  | 4:3 | 2:0        | 6:3                | 6:0         |
| Beşiktaş Istanbul    | 1:2                 | 2:1           |                   | 4:0                  | 5:0 | 3:0        | 1:0                | 7:0         |
| Galatasaray Istanbul | 1:0                 | 2:2           | 1:1               |                      | 3:3 | 1:0        | 2:0                | 4:0         |
| Süleymaniye          | 1:1                 | 0:1           | 2:1               | 0:0                  |     | 1:0        | 3:2                | 3:0         |
| Beykozspor           | 0:0                 | 0:1           | 1:1               | 4:1                  | 1:1 |            | 0:0                | 2:0         |
| Kasımpaşa Istanbul   | 2:3                 | 1:2           | 1:2               | 2:2                  | 3:3 | 5:1        |                    | 2:2         |
| Beyoğluspor          | 0:3                 | 1:4           | 2:6               | 0:2                  | 3:4 | 3:4        | 1:1                |             |

## Die Meistermannschaft von Fenerbahçe Istanbul
| 1. | Fenerbahçe Istanbul |
|    | - Tor: Cihat Arman (8/–); Sabri Kiraz (–/–); Hüsnü Terzioğlu (5/–); Nuri Pekesen (1/–) - Abwehr: Murat Alyüz (14/3); Müzdat Yetkiner (–/–); Selahattin Torkal (11/1); Ahmet Erol (14/3); Necati Köksal (–/–) - Mittelfeld: Ömer Boncuk (7/1); Halil Köksalan (5/–); Samim Var (10/2); Ali Elgin (2/–); Rıfkı Pekşen (1/–); Kemal Atakul (–/–) - Angriff: Fikret Kırcan (4/1); Naci Bastoncu (10/2); Halit Deringör (2/–); İbrahim İskeçe (3/–); Melih Kotanca (6/3); Erol Keskin (9/3); Fikret Arıcan (9/3); Halil Özyazıcı (12/1); Suphi Ural (10/5); Necip Ocaklı (3/1); Mehmet Ali Has (5/2); Memduh Eren (3/2); Aydemir Nemli (–/–); Malik Cin (–/–) - Trainer: Fikret Arıcan |